# Makedonikos B.C.
El Makedonikos BC es un equipo de baloncesto profesional griego, con sede en la ciudad de Neápolis, Tesalónica, Grecia.

## Historia
En la temporada 2006-07 juega en la primera división griega; Su mejor momento fue cuando quedó finalista de la Copa ULEB en 2005 tras disputar y perder la final contra el Lietuvos Rytas por 78-74.
- Datos: Q1860004